# Intracel·lular
Intracel·lular en biologia cel·lular, biologia molecular i camps científics relacionats significa "dins la cèl·lula".
Es fa servir en contrast amb extracel·lular (fora de la cèl·lula).
La membrana cel·lular (i en plantes i fongs la paret cel·lular) és la barrera entre els dos, i la composició química del medi intra i extracel·lular pot ser radicalment diferent. En la majoria dels organismes es manté una alta concentració d'ions sodi fora de les cèl·lules mantenint el potassi que porta a una excitabilitat química. Moltes plantes tolerants al fred forcen l'aigua dins l'espai extracel·lular quan la temperatura davvalla per sota dels 0 °C i així no es fa la lisi de les cèl·lules de la planta.
Aquest terme també significa el que hi ha dins la cèl·lula.

## El transport intracel·lular de les proteïnes
Entre altres aspectes de l'organització intracel·lular es troba el transport de les proteïnes intracel·lulars. En els eucariotes inclou la secreció i l'endocitosi i la provocació de l'exocitosi de les hormones i els neurotransmissor.